# Invaliditeitswet
De Invaliditeitswet of Invaliditeits- en Ouderdomswet was een Nederlandse sociale wet uit de eerste helft van de 20e eeuw.
Lange jaren was in de Staten-Generaal gestreden tussen de linkerzijde (liberalen en socialisten) en de rechterzijde (anti-revolutionairen en katholieken) over de inrichting van de sociale zekerheid. De eersten wilden staatszorg voor ouden en invaliden, de tweeden ijverden voor de verzekeringsgedachte.
Het rechtse Kabinet-Heemskerk kreeg uiteindelijk de eerste sociale verzekeringswetten in het Staatsblad: de Invaliditeitswet, de Ouderdomswet en de Ziektewet. Alle waren ontworpen door ds. Talma, de Anti-Revolutionaire minister van Nijverheid.
De Invaliditeitswet ging uit van een verplichte verzekering voor loonarbeiders, en een vrijwillige verzekering voor zelfstandigen. Bij ouderdom of invaliditeit werd dan een pensioentje uitgekeerd.
Op grond van de Invaliditeitswet  waren werknemers tussen de 14 en 65 jaar verplicht rentezegels te plakken. De zegels werden uitgegeven door de Raden van Arbeid, de latere Sociale Verzekeringsbank (SVB). De IW omvatte ouderdoms-, weduwen-, wezen- en invaliditeitsrenten. De hoogte van de uiteindelijke rente was afhankelijk van de duur van de verzekering en de totale waarde van de geplakte zegels. 
Ouderdom, gelijkgesteld dus met invaliditeit, trad in bij het bereiken van de leeftijd van 70 jaar. Onder de toenmalige arbeidsomstandigheden moest men wel heel sterk zijn om die leeftijd te bereiken. De groep die al 70 of ouder was, zou van staatswege een pensioentje krijgen, omdat die zich niet had kunnen verzekeren.
Door het uitbreken van de Eerste Wereldoorlog werd de inwerkingtreding van de wet pas mogelijk in 1919. De pensioenen waren aanvankelijk net voldoende om eenvoudig van te leven, maar ze waren niet waardevast. 
Pas na de Tweede Wereldoorlog kon de opbouw van een stelsel van sociale wetgeving ter hand worden genomen. De AOW bracht een afzonderlijke regeling voor ouderen, de Invaliditeitswet en de Ongevallenwet gingen op in de WAO. De IW werd per 1 juli 1967 ingetrokken. Van 1964 tot 1991 werden de opgebouwde rechten afgekocht